# Contarinia floricola
Contarinia floricola är en tvåvingeart som först beskrevs av Oettingen 1927.  Contarinia floricola ingår i släktet Contarinia och familjen gallmyggor. Inga underarter finns listade i Catalogue of Life.